# 爱德华·贝尔格
爱德华·贝尔格（Edward Berger，1970年—）是一位來自德国的导演兼编剧。爱德华·贝尔格曾就讀於纽约大学。1997年搬到柏林居住。他曾參與《法官大人》、《極地惡靈》、《西线无战事》等影視劇的編劇和執導工作。2022年的战争片《西线无战事》赢得第76届英国电影学院奖最佳影片、最佳导演、最佳外语片等七个奖，以及第95届奥斯卡金像奖最佳国际影片、最佳摄影、最佳美术设计和最佳原创配乐四个奖。

## 作品
| 年份 | 電影                     | 導演 | 編劇 | 監製 |
| ---- | ------------------------ | ---- | ---- | ---- |
| 1998 | Gomez – Kopf oder Zahl   | 是   | 是   | 否   |
| 2001 | Female 2 Seeks Happy End | 是   | 是   | 否   |
| 2014 | 男孩傑克                 | 是   | 是   | 否   |
| 2019 | 致我所愛的你們           | 是   | 是   | 否   |
| 2022 | 西线无战事               | 是   | 是   | 是   |
| 2024 | 教宗選戰                 | 是   | 否   | 否   |